# ادرین الریک
ادرین الریک (انگلیسی: Adrian Elrick؛ زادهٔ ۲۹ سپتامبر ۱۹۴۹) بازیکن فوتبال اهل نیوزیلند بود.
وی همچنین در تیم ملی فوتبال نیوزیلند بازی کرده‌است.